# Gaius Var(…) Opt(…)
Gaius Var[…] Opt[…] war ein antiker römischer Toreut (Metallbearbeiter), der in der zweiten Hälfte des 1. Jahrhunderts in Italien tätig war.
Gaius Var[…] Opt[…] ist heute nur noch aufgrund eines Signaturstempels auf je einer bronzenen Kasserolle bekannt, die in einem Depotfund im Tiber bei Ostia Antica gefunden wurde. Der Gentilname wie auch das Cognomen wurden abgekürzt wiedergegeben und können nicht eindeutig aufgelöst werden, zumal derzeit abgesehen von Varam[…], der ein bis zwei Generationen eher anzusetzen ist, kein weiterer römischer Toreut mit einem mit „Var“ beginnenden Cognomen bekannt ist.

## Einzelbelege
1. ↑  Inventarnummern 16573-78 und 4/15; Richard Petrovszky: Studien zu römischen Bronzegefäßen mit Meisterstempeln. Leidorf, Buch am Erlbach 1993, S. 311, Nr. V.01.03.01.

| Personendaten    | Personendaten                                                    |
| ---------------- | ---------------------------------------------------------------- |
| NAME             | Var[…] Opt[…], Gaius                                             |
| ALTERNATIVNAMEN  | Var(…) Opt(…), Gaius; Var[…] Opt[…], Caius; Var(…) Opt(…), Caius |
| KURZBESCHREIBUNG | antiker römischer Toreut                                         |
| GEBURTSDATUM     | 1. Jahrhundert v. Chr. oder 1. Jahrhundert                       |
| STERBEDATUM      | 1. Jahrhundert oder 2. Jahrhundert                               |